# 越後三十三観音霊場
越後三十三観音霊場（えちごさんじゅうさんかんのんれいじょう）は、観音菩薩を祀る新潟県の三十三箇所の札所寺院からなる観音霊場である。越後三十三観音札所ともいう。

## 概要
霊場巡礼の信仰は西国三十三所に始まり、全国各所にも拡大していった。越後三十三観音霊場は天正年間（1575年〜1591年）に定められたと伝えられている。
一番岩屋堂と三十三番最明寺の間は約650kmある。昔は巡拝に当たって、まず現在の糸魚川市にある白山神社に参拝し旅の安全を祈ったといわれている。

## 一覧
| 番 | 山号   | 寺号     | 寺号の読み     | 本尊       | 宗派         | 所在地         |
| -- | ------ | -------- | -------------- | ---------- | ------------ | -------------- |
| 1  | -      | 岩屋堂   | いわやどう     | 聖観音     | 曹洞宗       | 上越市名立区   |
| 2  | 照国山 | 摩尼王寺 | まにおうじ     | 正観音     | 曹洞宗       | 妙高市         |
| 3  | 東山   | 大泉寺   | だいせんじ     | 千手観音   | 真言宗豊山派 | 柏崎市         |
| 4  | 普門山 | 妙智寺   | みょうちじ     | 正観音     | 曹洞宗       | 柏崎市         |
| 5  | 不退山 | 宝蔵寺   | ほうぞうじ     | 十一面観音 | 真言宗豊山派 | 刈羽郡刈羽村   |
| 6  | 玉崎山 | 常楽寺   | じょうらくじ   | 正観音     | 真言宗豊山派 | 刈羽郡刈羽村   |
| 7  | 医王山 | 摩尼珠院 | まにしゅいん   | 正観音     | 真言宗豊山派 | 柏崎市         |
| 8  | 鷲尾山 | 不動院   | ふどういん     | 千手観音   | 真言宗豊山派 | 柏崎市         |
| 9  | 円通山 | 広済寺   | こうさいじ     | 如意輪観音 | 曹洞宗       | 柏崎市         |
| 10 | 白雲山 | 長徳寺   | ちょうとくじ   | 千手観音   | 曹洞宗       | 十日町市       |
| 11 | 金精山 | 大福寺   | だいふくじ     | 聖観音     | 真言宗豊山派 | 南魚沼市       |
| 12 | 飯盛山 | 天昌寺   | てんしょうじ   | 正観音     | 曹洞宗       | 南魚沼市       |
| 13 | 大悲山 | 弘誓寺   | ぐぜいじ       | 正観音     | 真言宗智山派 | 魚沼市         |
| 14 | 池景山 | 真福寺   | しんぷくじ     | 正観音     | 真言宗豊山派 | 小千谷市       |
| 15 | 普門山 | 千蔵院   | せんぞういん   | 千手観音   | 真言宗豊山派 | 長岡市         |
| 16 | 秘密山 | 椿沢寺   | ちんたくじ     | 千手観音   | 真言宗智山派 | 見附市         |
| 17 | 小栗山 | 不動院   | ふどういん     | 千手観音   | 真言宗豊山派 | 見附市         |
| 18 | 大悲山 | 根立寺   | こんりゅうじ   | 正観音     | 真言宗豊山派 | 長岡市         |
| 19 | 海岳山 | 光照寺   | こうしょうじ   | 正観音     | 曹洞宗       | 三島郡出雲崎町 |
| 20 | 如意山 | 照明寺   | しょうみょうじ | 聖観音     | 真言宗智山派 | 長岡市         |
| 21 | 聖福山 | 吉田寺   | きちでんじ     | 聖観音     | 曹洞宗       | 燕市           |
| 22 | 雲高山 | 国上寺   | こくじょうじ   | 千手観音   | 真言宗豊山派 | 燕市           |
| 23 | 龍岡山 | 観音寺   | かんのんじ     | 聖観音     | 曹洞宗       | 西蒲原郡弥彦村 |
| 24 | 大悲山 | 景清寺   | けいしょうじ   | 千手観音   | 浄土真宗     | 新潟市西蒲区   |
| 25 | 金潮山 | 真城院   | しんじょういん | 千手観音   | 真言宗智山派 | 新潟市中央区   |
| 26 | 如意山 | 乙宝寺   | おっぽうじ     | 如意輪観音 | 真言宗智山派 | 胎内市         |
| 27 | 遍照山 | 光浄寺   | こうじょうじ   | 十一面観音 | 曹洞宗       | 村上市         |
| 28 | 岩井山 | 白蓮寺   | びゃくれんじ   | 十一面観音 | 曹洞宗       | 新発田市       |
| 29 | 聖籠山 | 宝積院   | ほうしゃくいん | 十一面観音 | 真言宗智山派 | 北蒲原郡聖籠町 |
| 30 | 大悲山 | 普談寺   | ふだんじ       | 十一面観音 | 真言宗智山派 | 新潟市秋葉区   |
| 31 | 龍形山 | 正円寺   | しょうえんじ   | 聖観音     | 真言宗智山派 | 五泉市         |
| 32 | 多宝山 | 宝塔院   | ほうとういん   | 聖観音     | 真言宗智山派 | 三条市         |
| 33 | 明白山 | 最明寺   | さいみょうじ   | 千手観音   | 真言宗智山派 | 三条市         |

## 越後三十三観音御詠歌集
各札所に割り振られた御詠歌が存在する。御詠歌全般の問題として、出典を辿れるものが少なく、ほとんどが無名の作者によるものと考えられており、また早くとも室町時代の発生と考えられている。
| 番 | 歌                                                                        | 場所                                                                             |
| --- | ------------------------------------------------------------------------- | -------------------------------------------------------------------------------- |
| 1 | 補だらくや名立の浦ときくときは 潮の音も御法なりけり                       | 名立。岩屋堂（西頸城郡名立町）                                                   |
| 2 | 蓮す葉𛂜(の)にごりに𛁈(し)まぬ心とて まことをてらす摩尼𛂜(の)しらたま     | 十日市。摩尼王寺（中頸城郡斐太村十日市）                                         |
| 3 | みなかみをたづねのぼりて大清水 つきぬめぐみのな𛀙(か)れとぞおもふ         | 大清水。大泉寺（中頸城郡米山村大清水）                                           |
| 4 | 鯨よる海のほとりにあとたれて ふかき誓ひのあとぞ知らるゝ                   | 鯨波。妙智寺（刈羽郡鯨波村）                                                     |
| 5 | 絶えせじなこゝも名におふ普陀落の みなみの山におつる瀧つ瀬                 | 瀧谷。寳藏院（刈羽郡刈羽村瀧谷）                                                 |
| 6 | 玉崎とたづね〳〵(たづね)てきて見れば われが心のうちにこそあれ             | 玉崎山。常楽寺（刈羽郡二田村大字井ノ岡）                                         |
| 7 | むらさき𛂜(の)雲もたなびくふぢばしに かけてぞたのむ二世の願ひを           | 藤橋。觀音堂（刈羽郡高田村字藤橋）                                               |
| 8 | いつとなく大悲の光りかゞやけば こゝもうへ見ぬわしの尾の寺                 | 宮ノ窪。不動院（刈羽郡上條村宮ノ窪）                                             |
| 9 | としごとに雪は降れども黒姫𛂜(の) 山のはそでのいろはかはらず               | 黒姫山。觀音堂（刈羽郡高柳村岡ノ町坪野）                                         |
| 10 | 枯木にも花さくべしときくからに 𛀸(こ)ゝろある身𛂜(の)頼もしきか𛂁(な)     | 伊勢平治。長徳寺（中魚沼郡千手町村伊勢平治）                                     |
| 11 | 世をすくふちかひもいくせ長崎𛂜(の) 大悲のめぐみつきせざりけり             | 長崎村。大福寺（南魚沼郡上田村大字長崎）                                         |
| 12 | 君かへる山𛂜(の)こなたの思川 ふ𛀙(か)き誓ひをわたりてぞ𛁈(し)る           | 思川。天昌寺（南魚沼郡塩沢町思川）                                               |
| 13 | はる〴〵(ばる)とぐせいの寺に来て見れば のりのみ舟に乘るこゝちする         | 田川。弘誓寺（北魚沼郡堀之内町字田川）                                           |
| 14 | 風かほる池津の寺に来てみれば 御手𛂜(の)はちすの花もさきけり               | 池津。眞福寺（三島郡片貝村大字池津）                                             |
| 15 | 繰𛀙(か)へしたのみ賴めば玉𛂜(の)緒の ち𛀙(か)ひの糸も𛂁(な)かをかのてら   | 長岡。千藏院（長岡市千手町）                                                     |
| 16 | 椿澤八千代を𛀙(か)けていのるから 心の花もさ𛀙(か)りひさしき               | 椿澤。椿澤寺（古志郡北谷村大字椿澤）                                             |
| 17 | たゞたのめたのむ心𛂜(の)一すぢに い𛂙(の)らばやすくいたる彼のきし         | 小栗山。不動院（南魚沼郡新潟村字小栗山）                                         |
| 18 | たらちね𛂜(の)ねだちの寺ときくからは 𛀸(こ)𛂙(の)行くすゑもみすてたまはじ | 上岩井。根立寺（三島郡脇野町字上岩井）                                           |
| 19 | 爰もまた八重垣つくる出雲崎 大慈大悲のかげをとゞめて                       | 尼瀬。光照寺（三島郡出雲崎町字尼瀬）                                             |
| 20 | 𛀸(こ)し𛂜(の)浦波のよるひる夜をてらす ほとけの誓ひたのまぬは𛂁(な)し     | 寺泊。照明寺（三島郡寺泊町）                                                     |
| 21 | 彼のきし𛂌(に)渡部の舟の渡しもり ふ𛀙(か)きめぐみをさして賴まむ           | 渡部。吉田寺（西蒲原郡國上村字渡部）                                             |
| 22 | くがみ山生死の海をよそに見て のぼればすゞしごくらく𛂜(の)風               | 國上。國上寺（西蒲原郡國上村）                                                   |
| 23 | 春さめのめぐみにもゆるこのめ澤 たれもあまねきち𛀙(か)ひたのまん           | 彌彦村。觀音寺（西蒲原郡彌彦村字觀音寺）                                         |
| 24 | 平等の利益にもれぬしるしをば 𛀬(く)む人ぞ知るひらさはの水                 | 平澤。景清寺（西蒲原郡峯岡村字平澤）                                             |
| 25 | 参りつゝさとりの花もひらくれば ここもまことのみやこなるらん               | 新潟。眞城院（新潟市西堀道八番町）                                               |
| 26 | もろこしの人もたづねてきのと寺 いまたたえせぬ法のともしび                 | 乙村。乙寳寺（北蒲原郡乙村大字乙）                                               |
| 27 | ありがたやまよひのやみを照すとて 今このしやばにありあけ𛂜(の)月           | 有明。光浄寺（岩船郡神納村字有明）                                               |
| 28 | いはゐ堂ふかきめぐみを頼ますば 浅きつみすらの𛀙゛(が)れさらまし           | 五十公野。白蓮寺（北蒲原郡五十八野村） (注：八は原文の誤字。正しくは五十公野村） |
| 29 | くもきり𛂜(の)越路のはてまでも たづぬるのり𛂜(の)みちはありける           | 聖籠。寳積院（北蒲原郡聖籠村諏訪山）                                             |
| 30 | いのるから今は残らず身のつみを あさひのさとの霜にたとへて                 | 朝日。普談寺（中蒲原郡金津村朝日）                                               |
| 31 | ひとむら𛂜(の)松にやどれるひ𛂁(な)つるも ともにみのりの聲たてつべし       | 村松。正圓寺（中蒲原郡村松町）                                                   |
| 32 | なむ大悲あまねきかど𛂜(の)廣ければ あらゆるつみもさはらざらまし           | 三條。寳塔院（三條市）                                                           |
| 33 | 降りつもる氷もとけてい𛀙(か)らし𛂙(の)清きなかれにやとる月𛀙(か)げ        | 院内。最明寺（南蒲原郡森町村大字院内）                                           |
| | 苦もらくもたゞ一ときのかりの世ぞ ながきみらいのよしあしを知れ             |                                                                                  |
| | 山のなも残れる雪のしろたへに 月すみわたるい𛀙(か)らしの川                 |                                                                                  |
| | 世をてらすほとけの誓ひありければ まだともしびは消えずありけり             |                                                                                  |
| | 今まではおやとたのみしおひづるを ぬぎてをさむるゐんないのてら             |                                                                                  |
| 下正中 (1935)より引用。括弧内の仮名書きは新潟県郷土叢書編集委員会 (1977, pp. 123–128)による文字起こしを参考。 |                                                                           |                                                                                  |

## ギャラリー

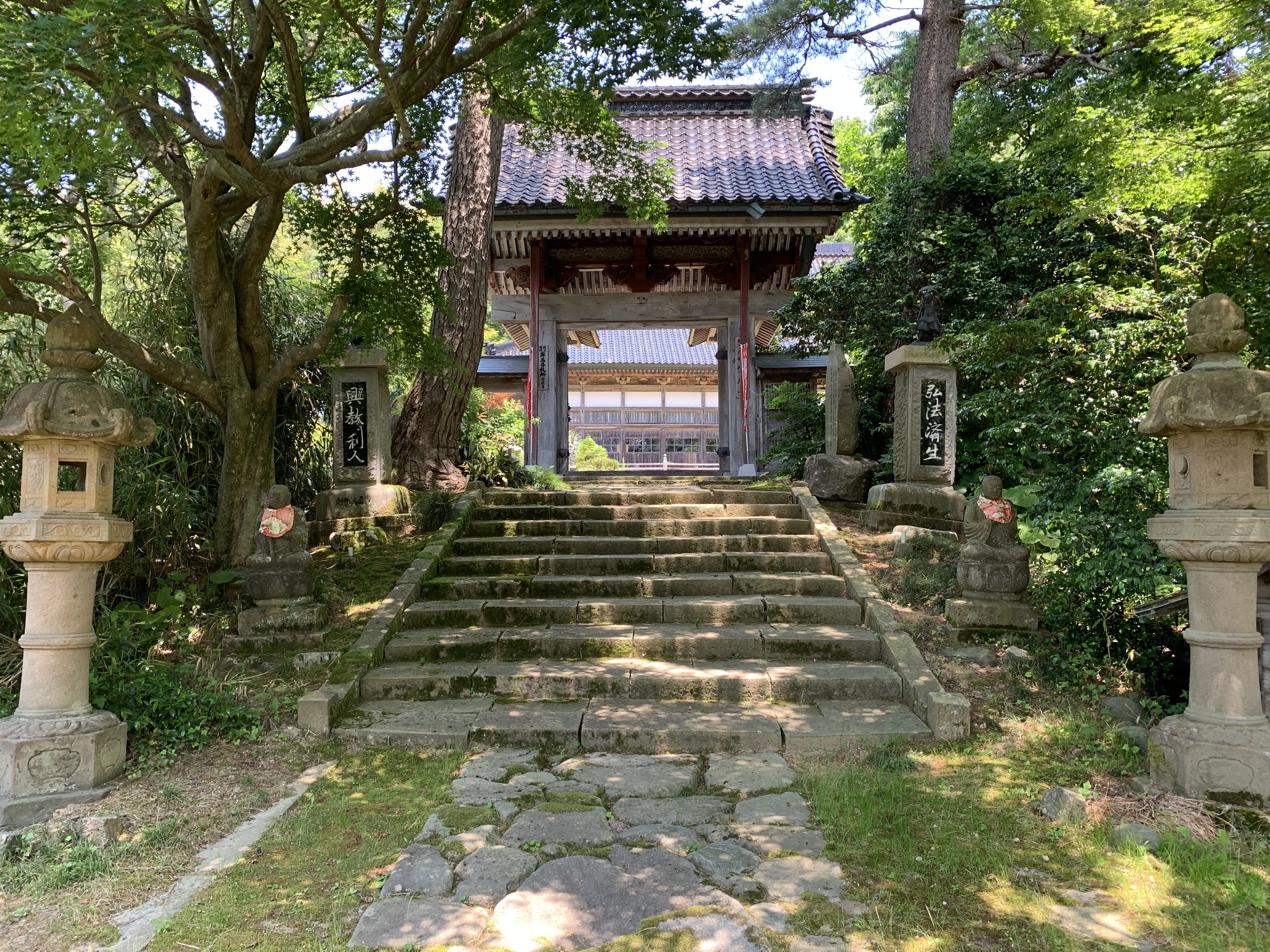
5番 宝蔵寺
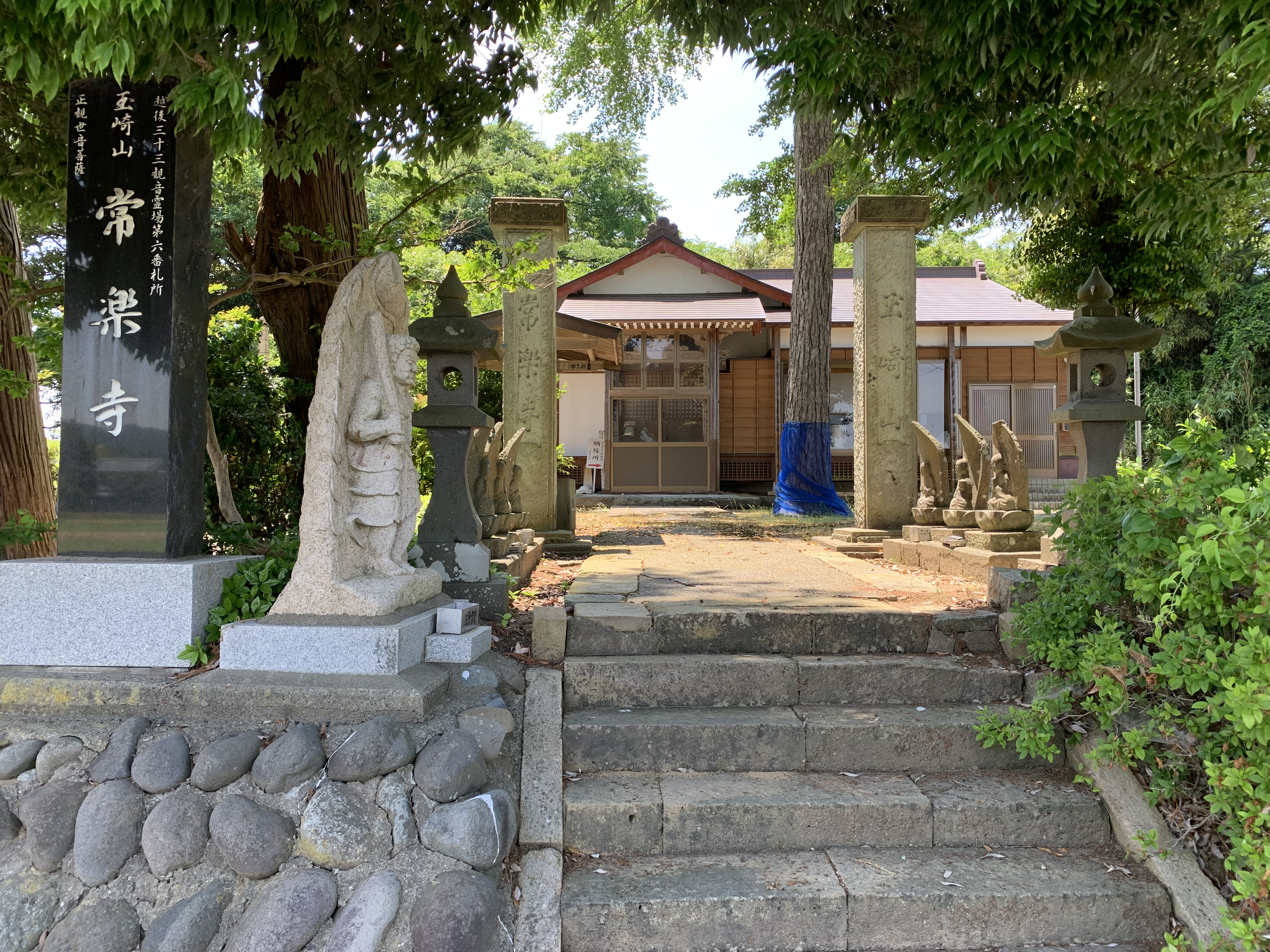
6番 常楽寺
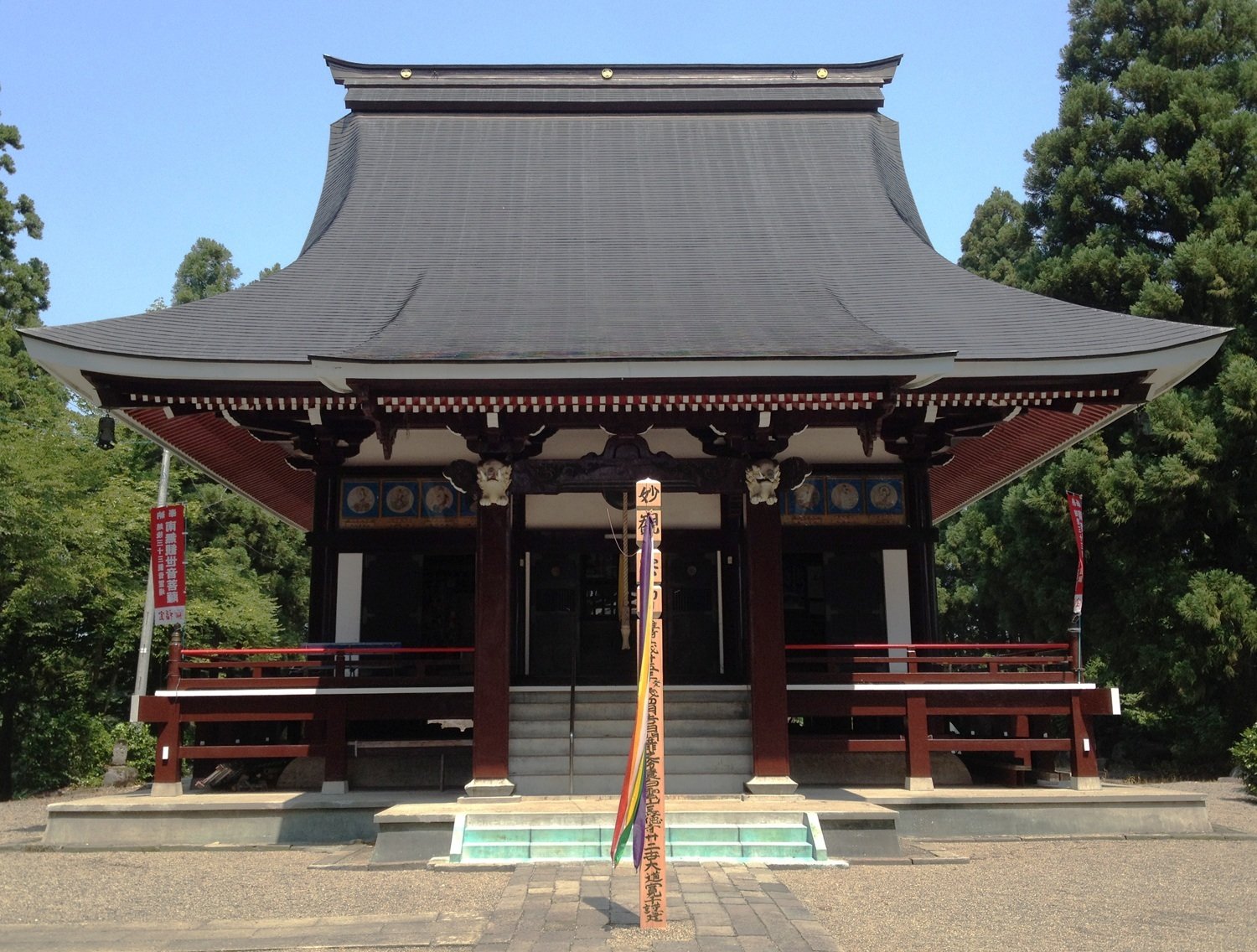
10番 長徳寺
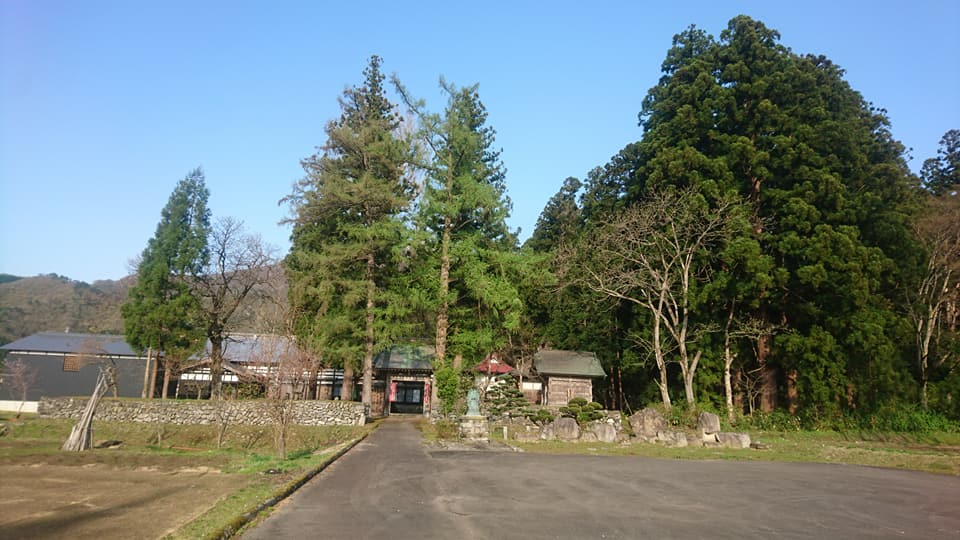
11番 大福寺
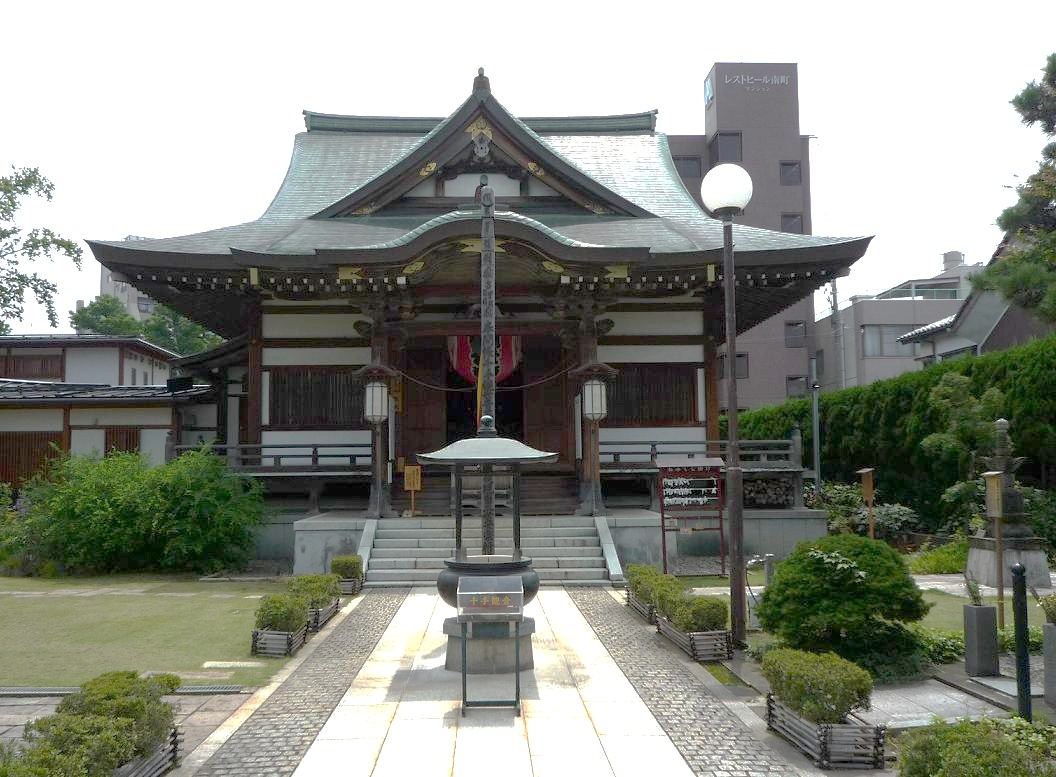
15番 千蔵院
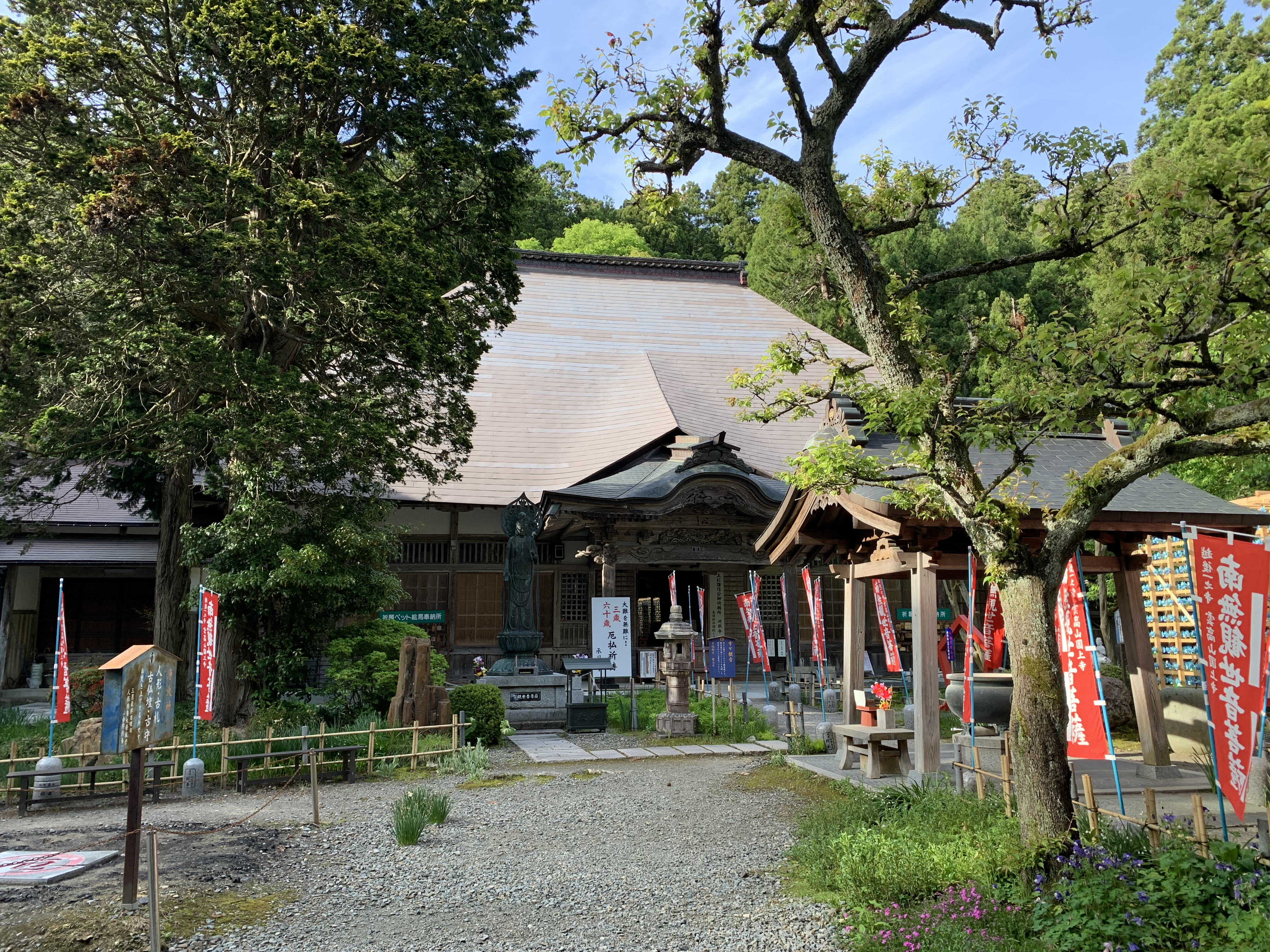
22番 国上寺
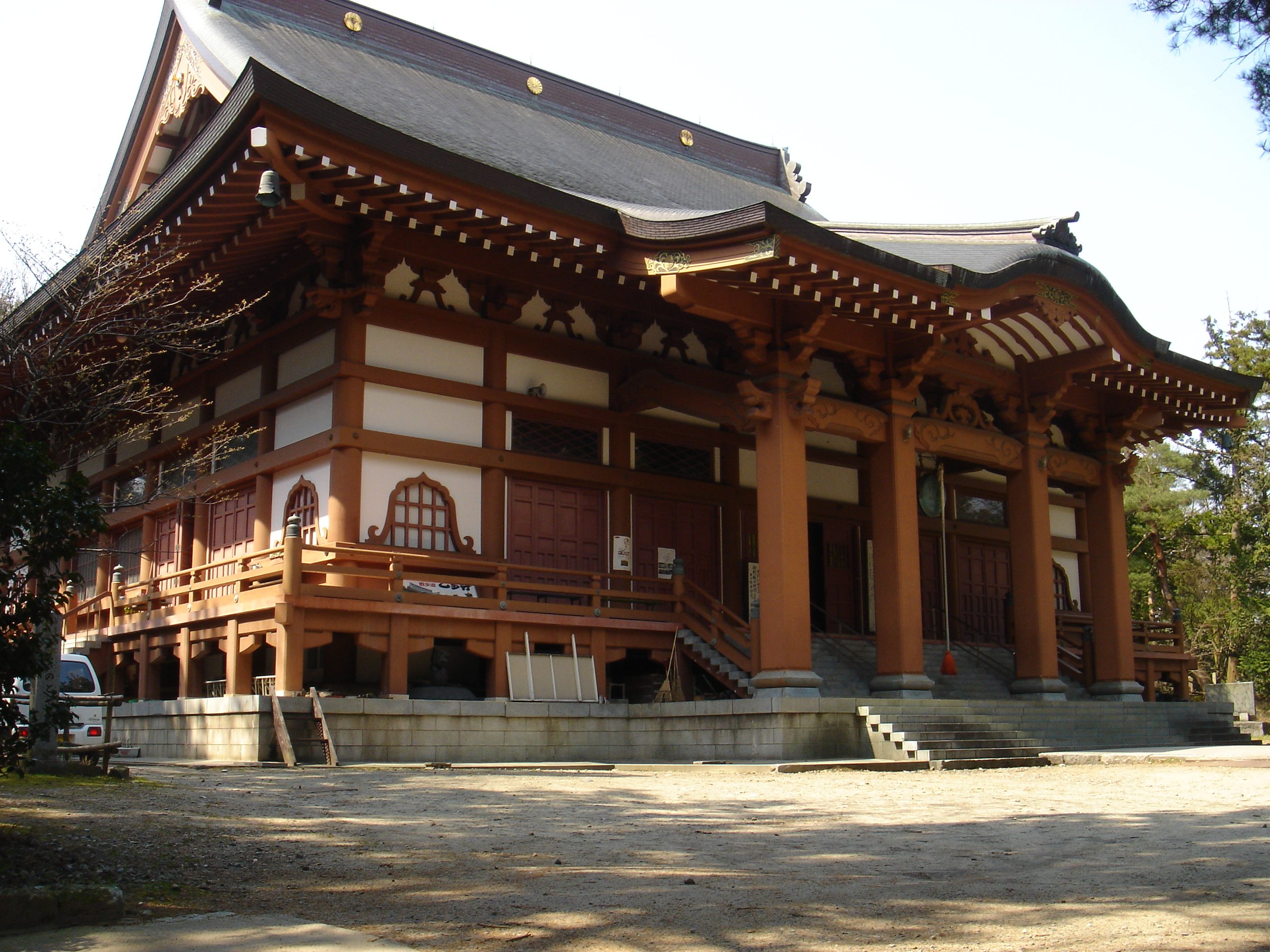
26番 乙宝寺
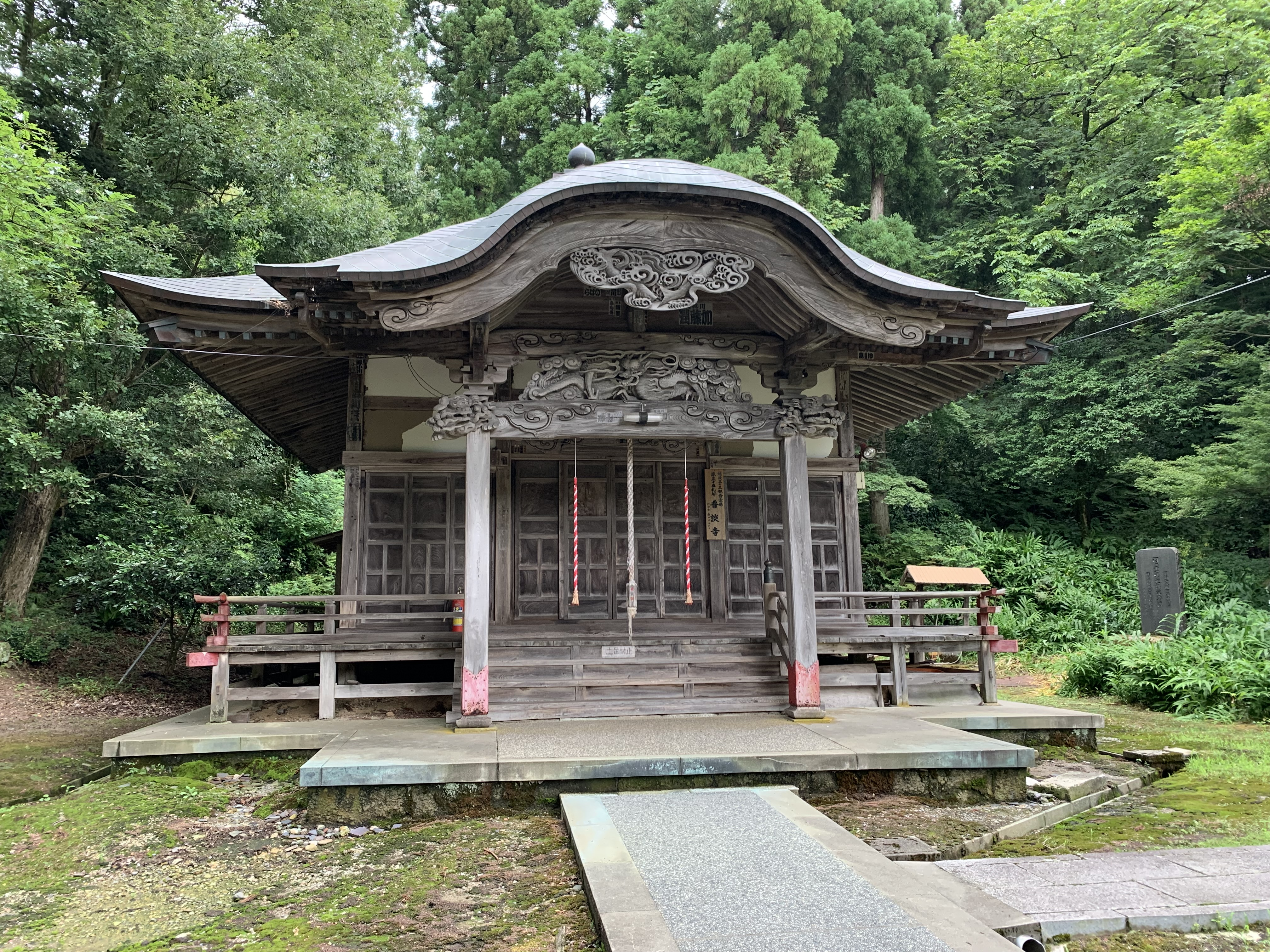
30番 普談寺
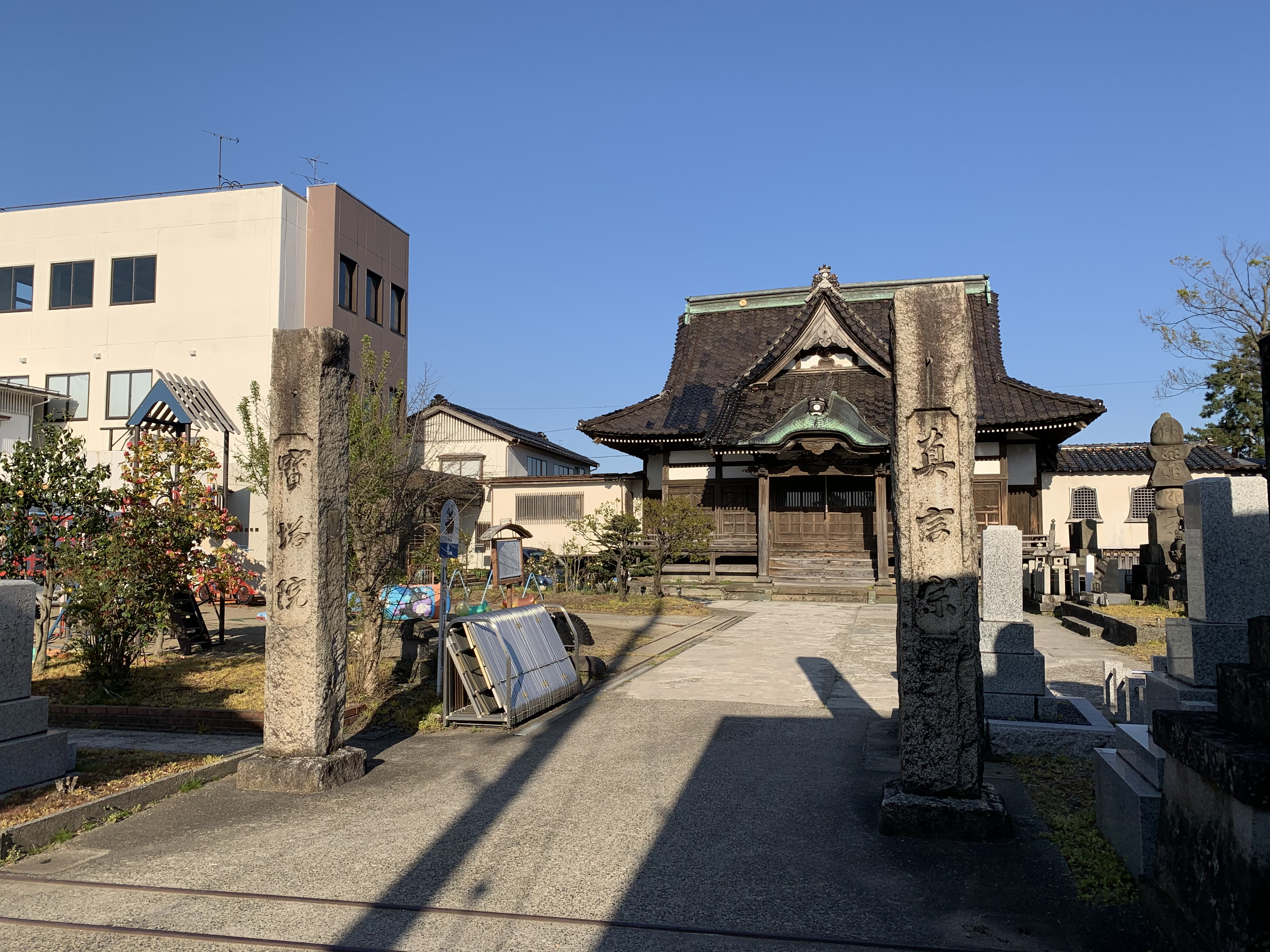
32番 宝塔院
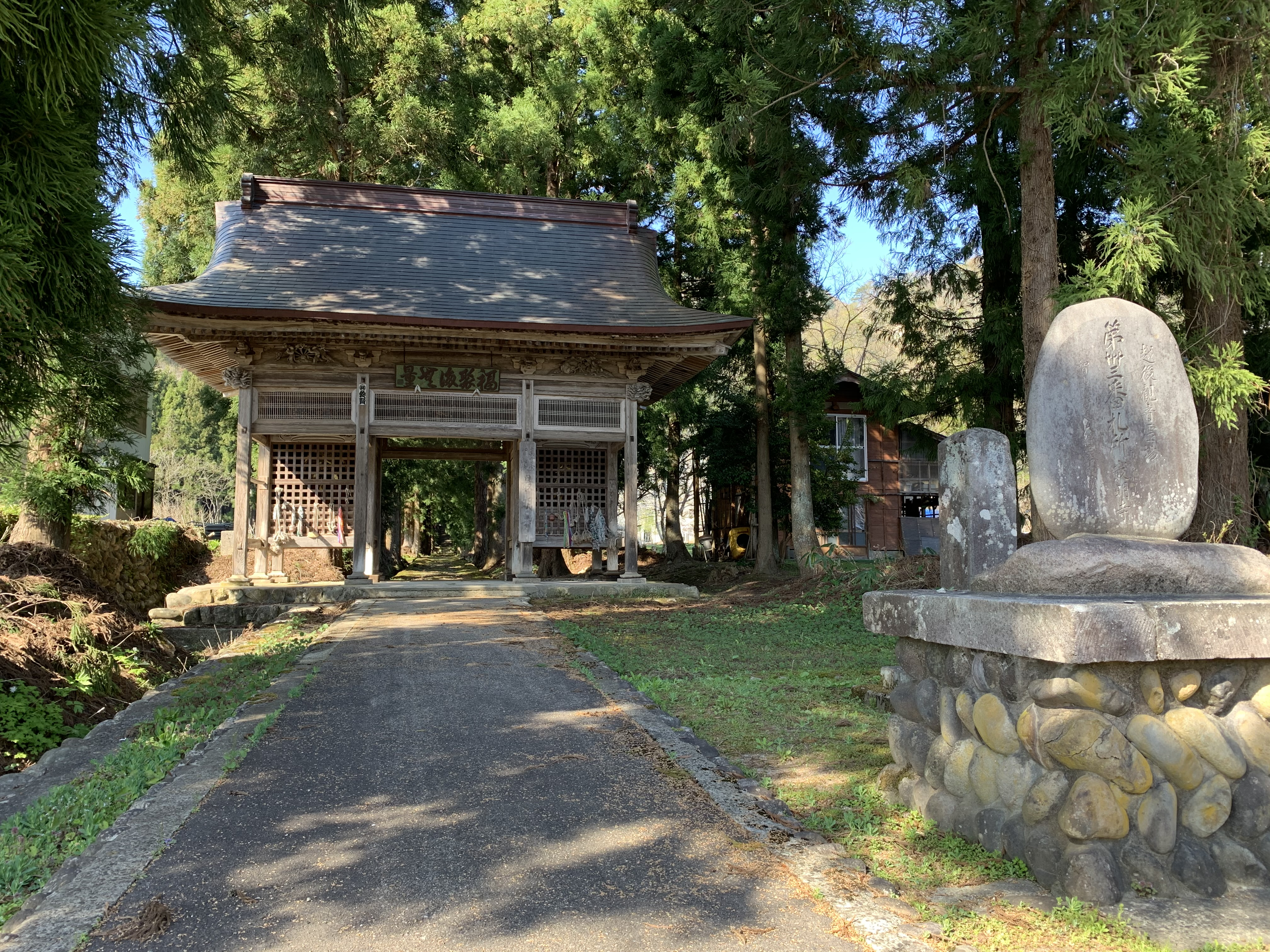
33番 最明寺